# Зендегани, Амин
Ами́н Зендега́ни (перс. امین زندگانی‎; род. 27 августа 1972, Тегеран, Иран) — иранский актёр. Получил известность благодаря роли пророка Сулеймана в фильме «Царство Сулеймана» (2010). Также снялся в телесериале «Сказание о Мухтаре» (2009) в роли Муслима ибн Акиля.

## Биография
Родился 27 августа 1972 года в Абадане (Иран), в семье художников и музыкантов и начал свою творческую деятельность в 1991 году. В 1995 году начал сниматься в фильмах «Молодые защитники» режиссёра Бахрама Бейзаи, в «К победе», «Третий путь», «Молодежный возраст» и др.
В 1995 году получил награду за лучшую мужскую роль на Международном кинофестивале «Фаджр», а в 2001 году стал народным любимым актёром телесериалов.
Также снялся в фильме «Миссия в Тегеране», который получил 11 золотых колец на Московском международном кинофестивале.